# 보비남
보비남(영어: Vovinam, 베트남어: Võ Việt Nam 보비엣남[*])은 베트남의 전통 무술이다. 주로 두 발로 공격하거나, 상대의 목에 다리를 걸어서 상대를 제압하는 기술을 가지고 있다.

## 같이 보기
- 중국 무술